# Paul Popplewell
Paul Popplewell es un actor británico. Interpretó a Simon en el drama telefilme de BBC Two Criminal, a Paul Ryder en 24 Hour Party People (2001), también apareció en Redención, Black Mirror en el episodio Fifteen Million Merits (2011) y en Casualty como Paul Pegg (2021-2023).

## Primeros años y carrera
Popplewell consiguió su primer papel como actor a los 16 años, interpretando el papel principal de Simon en el drama Criminal como parte de Screen Two; la película trataba sobre un niño con autismo no diagnosticado y de origen municipal en Bradford. Por esta película ganó el premio al Mejor Actor en el Festival de Cine Golden Chest y fue nominado a Mejor Actor en los Premios de la Royal Television Society.
A la edad de 20 años, Popplewell desempeñó un papel principal con la Royal Shakespeare Company en su producción de Bad Weather en The Other Place en Stratford-upon-Avon, Warwickshire.
En 2001, interpretó al bajista y miembro fundador de Happy Mondays, Paul Ryder, en la película de Michael Winterbottom, 24 Hour Party People. Más tarde apareció en el vídeo musical del sencillo de Oasis "Lyla" en 2005.
En 2011, Popplewell interpretó el personaje de Bod en el largometraje ganador del BIFA y del BAFTA, Redención, que fue escrito y dirigido por Paddy Considine, y también protagonizado por Olivia Colman, Peter Mullan y Eddie Marsan.
De 2021 a 2023, interpretó al recepcionista Paul Pegg en el drama Casualty de BBC One.

## Vida personal
Popplewell corre largas distancias para recaudar dinero para organizaciones benéficas.

## Filmografía

### Películas
- La gran exclusiva (2024) - Editor
- Peterloo (2018) - Supervisor del molino
- Journeyman (2017) - Jackie
- On the Road (Wolf Alice) (2016)
- ID2: Shadwell Army (2016) - Danny Boy
- The Goob (2014) - Levi
- '71 (2014) - Cabo de entrenamiento
- The Cost of Living (2013, Short) - Mark
- The Look of Love (2013) - Periodista #1
- Spike Island (2012) - Gerente de Roses
- Redención (2011) - Bod
- The Trip (2010) - Paul
- Dog Altogether (2007, Short) - Pub Youth 1
- The Waiting Room (2007) - Hombre de la furgoneta
- Bright Young Things (2003) - Cabo
- In This World (2002) - Europe (voz)
- Heartlands (2002) - Soldado del Reino de Gulliver(sin acreditar)
- Morvern Callar (2002) - Gato en el sombrero
- 24 Hour Party People (2002) - Paul Ryder
- Club Le Monde (2002) - Dil
- Lluvia en los zapatos (1998) - Simon
- I Want You (1998) - Hombre en cabina telefónica
- FairyTale: A True Story (1997) - Segundo soldado

### Televisión
- Kids Court (1992, BSKYB)
- Criminal (1994, BBC) - Simon
- Out of The Blue (1995, BBC) - Eddie Locke
- Island (1996, ITV)
- Hetty Wainthropp Investigates (1997, BBC) - Frank Starling
- Peak Practice (2000, BBC) - Greg Crinham
- The League of Gentlemen (2000, BBC) - Collier
- Heartbeat (2000, ITV) - Gary
- Doctors (2000, BBC) - Jamie Farrell
- The Bill (2001, BBC) - Paciente
- Alan Partridge (2001, BBC)
- Rehab (2003, BBC Movie) - Phillip
- Gifted (2003, ITV Movie) - Sean Dwyer
- Totally Frank (2005, Channel 4) - Productor de televisión
- The Somme (2005, Channel 4) - Greenhalgh
- The Ghost Squad (2005, BBC) - DC Richard Ellis
- The Royal (2005-2009, ITV) - Marlon Barratt / Chris Nugent
- Simon Schama's Power of Art - Caravaggio (2006, BBC) - Caravaggio
- The Wedge (2006, ITV)
- Saxondale (2007, BBC) - Freaky Dan
- Emmerdale (2008, ITV) - Keith Lodge
- The Trip (2010, BBC) - Paul
- Waterloo Road (2011, BBC) - Callum Pearson
- Black Mirror's Fifteen Million Merits (2011, Channel 4) - Dustin
- Inside Men (2012, BBC) - Tom
- Accused (2012, BBC) - Gary
- Shameless (2012, Channel 4) - Eddie
- Frankie (2013, BBC) - Tony Preston
- Moving On (2013, BBC) - Nathan
- A Young Doctor's Notebook (2013, Sky Arts Playhouse Presents) - Yuri
- Our World War (2014, BBC) - Sargento Mitchell
- The Salisbury Poisonings (2020, BBC) - DI Ben Mant
- Save Me (2020, Sky Atlantic) - DC Mark Harper
- Casualty (2021-2023, BBC) - Paul Pegg

## Teatro
- The Last Testament of Lillian Bilocca - City of Culture
- The Hypocrite - Royal Shakespeare Company (RSC)
- Un sabor a miel - Manchester Royal Exchange Theatre
- Toast - Hull Truck
- The Arbor - The Royal Court
- Harvest - The Royal Court
- The Shy Gas Man - Southwark Playhouse
- Under The Whaleback - Hull Truck
- The Modernists - Sheffield Crucible Theatre
- American Buffalo - Manchester Royal Exchange Theatre
- La tempestad - Royal Shakespeare Company (RSC)
- Bad Weather - Royal Shakespeare Company (RSC)
- La feria de San Bartolomé - Royal Shakespeare Company (RSC)